# 百家樂
百家樂（義大利語：或法語：）是扑克游戏，亦是賭場中常見的賭博遊戲之一。百家樂源於意大利，十五世紀時期傳入法國，及至十九世紀時盛傳於英法等地。时至今日，百家乐是世界各地賭場中受歡迎的賭戲之一。於澳門的賭場中，百家樂賭桌的數目更是全球賭場之中最多，下注金額與獲利也佔澳門賭場之冠。

## 玩法

### 投
百家樂投注人數沒有嚴格上限，除了9人參與（小桌）或14人參與（大桌，兩邊圓弧各7人）賭場提供坐位以外，在旁站立者亦可自由參與投注。不過當莊家與閒家投注雙方注碼超過賭桌所限之限紅時，荷官會在發牌前點算莊家、閒家、對子和之投注區注碼（俗稱數紅），以示意超過該台限定金額（限定金額在每張賭桌均有示意），並著客人減注至限定金額以內方才開局，除了設定最高限紅外，每張賭桌亦設有最低投注額。
而玩家如認為莊閒開出點數一樣，不能分出勝負，可押注和局（Tie）；玩家如認為莊、閒任一方（或兩方同時）所獲發的牌會出現一對，如兩張3或兩張Q，可押注對子（Pair），同樣並無限制（10與J、Q或K或J、Q、K任意兩張所組成的牌雖然皆作0點，但並不算作對子）。
另外莊家或閒家之投注注碼最大之坐位者有權自行、指定任一有投注之坐位或者由荷官揭開底牌（站立投注者不能揭開底牌）；而部分賭場之賭桌只能由荷官揭開底牌（這些在該張賭桌上均有說明）。

### 發牌與補牌
百家乐一般用8副牌，洗牌后8副牌放在发派箱内。莊、閒家雙方每局均会收到至少两张牌，但不超过三张。第一及第三张牌发给“闲家”，第二及第四张牌则发给“莊家”。至於要否補牌（又稱博牌，即發第三張牌）則根据補牌規則決定。百家樂跟廿一點不同，玩家可下注於莊（Banker）或閒（Player），並無限制。

### 點數計算方法
在百家樂中，Ace的撲克牌被算作1點；從2到9的撲克牌依點數不變，均依照其顯示的點數計算；10、J、Q及K的撲克牌則被算作零點（有些賭場以10點計）。當所有牌的點數總和超過9時，則只算總數中的個位。因此，一个8和一个9的牌点大小为：7点（8 + 9 = 17）。因百家樂中只計算撲克牌的個位數值，因此可能的最大點數為9點（如一個4 和一個 5：4 + 5 = 9），最少則為0點，又稱baccarat（如一個10 和一個 Q：10 + 10 = 20，只算個位是 0）

### 幸運六
近年澳門大部分賭場均在百家樂中加入了「幸運六」，玩法為玩家下注莊/閒的同時亦可下注莊/閒是否能以6點取勝。由於玩家不能同時下注莊和閒，所以如果玩家下注莊和「幸運六」，則需要莊家以6點取勝才能贏得「幸運六」的獎金。

### 賠彩
賠彩時首兩張牌決定對子，然後根據博牌規則出現最後結果，以點數多寡決定莊、閒獲勝或和局（包含若有第三張牌發牌的情況）；玩家下注的一方另如所得點數是8或9點（即例牌），此時即可決定莊閒之勝負。

## 補牌規則
1. 例牌：莊閒任何一方兩牌合計共為「8或9點」（稱為「例牌」，Natural，俗稱「天牌」），雙方都不須補牌，即定勝負（雙方同持8點或同持9點為和局）。否則先行「閒家補牌規則」，再行「莊家補牌規則」。
2. 閒家補牌規則：
| 兩張牌點數合計   | 閒家補牌規則 |
| 0、1、2、3、4、5 | 補一張牌     |
| 6或以上          | 不須補牌     |

3. 莊家補牌規則：
(a) 若閒家不須補牌（即閒家首兩牌合計為「6至9」點），莊家以「閒家補牌規則」補牌，即莊家首兩張牌合計「0至5」點要補一張牌，6點或以上不須補牌。
(b) 若閒家須要補牌，莊家補牌原則如下：
| 兩張牌點數合計 | 莊家補牌規則                                                                    |
| 0、1、2        | 補一張牌                                                                        |
| 3              | 如果閒家補得的第三張牌（非三張牌點數相加，下同）是 8 點，不須補牌，其他則需補牌 |
| 4              | 如果閒家補得的第三張牌是「0、1、8、9」點，不須補牌，其他則需補牌                |
| 5              | 如果閒家補得的第三張牌是「0、1、2、3、8、9」點，不須補牌，其他則需補牌          |
| 6              | 如果閒家補得的第三張牌是「6或7」點，補一張牌，其他則不需補牌                    |
| 7              | 不須補牌                                                                        |

## 賠率
- 下注莊家而莊贏者，有兩種玩法，第一種是買1賠0.95，即需要扣5%佣給莊家。第二種稱為「免佣百家樂」，贏1賠1，但若莊家以6點勝出賠率為1賠0.5。
- 下注閒家而閒贏者，贏1賠1。
- 下注和局（即最終點數一樣者），贏1賠8。
- 下注莊對子或閒對子（即莊或閒首兩張牌為同數字或英文字母者），贏1賠11。
- 根據澳門大部分賭場的「幸運六」賠率，以兩張牌的6點取勝為贏1賠12，以三張牌的6點取勝為贏1賠20。

## 機會率
假設使用8副牌，各种情况概率如下表所示。所有投注情况的期望值均為負數，但以下注莊勝最佳。百家樂莊家的優勢只有1%左右，和大多數賭場遊戲相比偏低。
|      | 機會     | 下注莊家所得 | 下注莊家期望值 | 下注閒家所得 | 下注閒家期望值 | 下注和所得 | 下注和期望值 |
| 莊勝 | 0.458597 | 0.95         | 0.435668       | -1           | -0.458597      | -1         | -0.458597    |
| 閒勝 | 0.446247 | -1           | -0.446247      | 1            | 0.446247       | -1         | -0.446247    |
| 和   | 0.095156 | 0            | 0              | 0            | 0              | 8          | 0.761248     |
| 總共 | 1        |              | -0.010579      |              | -0.012351      |            | -0.143596    |